# Аугустов
Аугустов или Аугу̀стув (на полски: Augustów; на литовски: Augustavas; на руски: Августов) е град в североизточна Полша, Подляско войводство. Административен център е на Аугустовски окръг, както и на Аугустовската община (гмина) без да е част от нея. Самият град е обособен в самостоятелна градска община с площ 80,90 км2.

## География
Градът се намира в историческата област Судовия.
Разположен е в Аугустовската равнина край река Нета и Аугустовския канал, свързващ реките Неман и Висла.

## Население
Населениета на града възлиза на 30 384 души (2008). Гъстотата е 374,9 души/км2.

## История
Градът е споменат за първи път през 1496 г. През 1557 г., на Аугустов са дадени градски права от крал Сигизмунд II. Градът принадлежи на Великото Литовско княжество до 1569 г., когато е сключена Люблинската уния между Полша и Литовското княжество. Любопитен факт е, че в резултат на унията, Аугустов става част от Полското кралство, а гробището на града остава в Литовското княжество. През втората половина на XVII век Аугустов е сполетян от няколко беди – първо е опустошен от татарите (през 1656 г.), а по-късно е поразен от чумна епидемия.
През 1795 г. Прусия анексира за кратко Аугустов, който от 1807 г. става част от Варшавското херцогство (преобразувано по-късно в кралство – на Виенския конгрес от 1815 г.). През 1842 г., градът става административен център на община, а от 1899 г. Аугустов е свързан с останалата железопътна мрежа на страната.
Според Енциклопедия Британика (изданието от 1911 г.), градът, известен тогава на английски като Аугустово, „се намира на канала с дължина 65 мили, свързващ Висла с Неман. Основан е през 1557 г. от Сигизмунд II Август, носи неговото име, разположен е по много симетричен начин, и има просторно пазарище. Тук се осъществява голяма търговия с добитък и коне и се произвеждат ленени и памучни платове. Населението през 1897 г. е 12 746 жители.“.
По време на Първата световна война, в Мазурското сражение през 1915 г., руската армия успешно контраатакува германците в околностите на града. В последвалата Съветско-полска война, през 1920 г. градът става арена на ожесточената битка при Аугустов.
След Полската кампания и окупацията на Полша в началото на Втората световна война, Аугустов преминава към СССР, съгласно клаузите на пакта Рибентроп-Молотов. От 1939 до 1941 г., много от жителите на града са изселени в Казахстан, откъдето някои от тях успяват да се завърнат след 6 години. След нападението на нацистка Германия над Съветския съюз, до 1944 г. Аугустов е окупиран от германските войски. По време на войната, близо 70% от града е разрушена, а по-голямата част от жителите са убити или изселени. Между тях са и няколко хиляди евреи, които са затворени в гето, разположено между канала и реката – преди да се оттеглят, германците екзекутират всички. През юни 1945 г., съветската армия и НКВД провеждат в околностите на Аугустов специална операция срещу бойците на бившата антикомунистическа Армия Крайова.
От 1999 г., градът е част от Подлаското войводство, а преди това е бил включен в Сувалското войводство (от 1975 до 1998 г.).

## Туризъм
Аугустов, въпреки че е сравнително малък град, има голям брой места, които си заслужава да се посетят. Офицерският яхтклуб, построен през 30-те години и намиращ се на брега на едно от многобройните езера в района, е възстановен и превърнат в хотел. Тук е запазен и столът на папа Йоан Павел II от неговото първо и единствено посещение на града. От 1970 г., Аугустов официално е лечебен курорт, към който, през 1973 г., са присъединени и околните селища. Туристите идват и заради красивата природа на Мазурските езера, където много популярни са разходките с лодки. Градският център е запазил старите си павирани улици.

## Транспорт
През 2007 г., строежът на околовръстен път (наречен Виа Балтика) край Аугустов, преминаващ през мочурищата в долината на река Роспуда, предизвиква големи спорове. Работата е спряна по настояване на Европейската комисия.

## Побратимени градове
- Порто Черезио – Италия
- Туусула – Финландия
- Шклярска Поремба – Полша
- Друскининкай – Литва

## Фотогалерия
- Река „Нета“
- Катедрала
- Аугустовски канал